# 良态
良态（英語：Well-behaved）是数学以及其他相关学科中对数学对象相对性质的一种描述。它并没有固定和规范的定义，使用时往往取决于相应数学研究的关注范围、所使用的数学工具和手段、甚至是各学科偏好，以表示对象的性质好到适合研究的程度。
在不同的数学分支中，良态代表着不同的意义。通过区分哪些数学对象是“良态的”，哪些数学对象是“病態的”，有助于缩小研究范围和降低分析的难度，但是也相应的限制了所得结论的一般性。
- 在微积分学中
  - 解析函数的性质要好于更一般的光滑函数；
  - 光滑函数的性质要好于更一般的可微函数；
  - 连续可微函数的性质要好于更一般的连续函数。函数的可微阶数越高性质就越好。
  - 连续函数的性质要好于更一般的黎曼可积函数；
  - 黎曼可积函数的性质要好于更一般的勒贝格可积函数；
  - 勒贝格可积函数的性质要好于一般函数。
- 在拓扑学中，连续函数的性质要好于不连续的函数
  - 欧氏空间的性质要好于非欧几何。
  - 吸引不动点的性质要好于排斥不动点。
  - 豪斯多夫空间的性质要好于一般拓扑空间。
  - 博雷尔集的性质要好于一般子集。
  - 具有整数维的空间性质通常好于具有分形维数的空间。
  - 有限维向量空间的性质要好于无限维向量空间。
- 在抽象代数中
  - 域的性质要好于除环或环。
  - 可分域扩张的性质要好于不可分域扩张。
  - 赋范可除代数的性质要好于更一般的合成代数。